# (7496) Miroslavholub
(7496) Miroslavholub es un asteroide perteneciente al cinturón de asteroides descubierto el 27 de noviembre de 1995 por Miloš Tichý desde el Observatorio Kleť, cerca de České Budějovice, República Checa.

## Designación y nombre
Miroslavholub se designó al principio como 1995 WN6.
Más adelante, en 1998, fue nombrado en honor del inmunólogo y escritor checo Miroslav Holub (1923-1998).

## Características orbitales
Miroslavholub orbita a una distancia media del Sol de 3,096 ua, pudiendo acercarse hasta 2,036 ua y alejarse hasta 4,157 ua. Su excentricidad es 0,3425 y la inclinación orbital 15,17 grados. Emplea 1990 días en completar una órbita alrededor del Sol. El movimiento de Miroslavholub sobre el fondo estelar es de 0,1809 grados por día.

## Características físicas
La magnitud absoluta de Miroslavholub es 12 y el periodo de rotación de 17,87 horas.